# Riccardo Salvadori

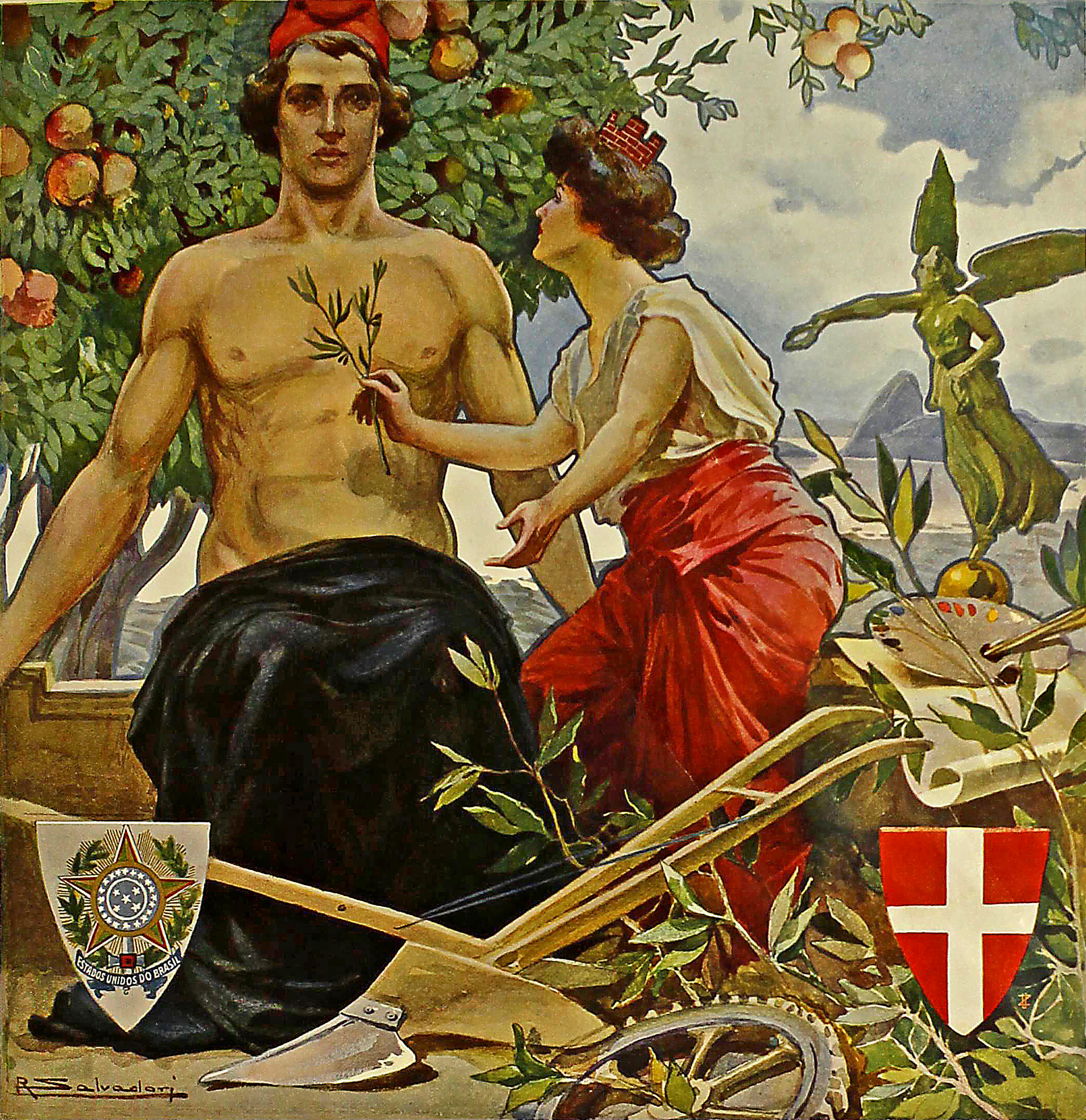
Il Brasile e gli Italiani (vor 1906)

Riccardo Salvadori (* 24. Februar 1866 in Piacenza; † 25. November 1927 in Mailand) war ein italienischer Genre-, Landschaftsmaler, Illustrator und Aquarellist.

## Leben
Salvadori war Schüler an der Akademie Lucca und dem Istituto di Belle Arti in Neapel und ein langjähriger Mitarbeiter der Zeitschrift Illustrazione italiana. Er arbeitete für die Tageszeitung Corriere della Sera und fertigte Illustrationen zu abgedruckten Romanen oder Comics für die Monatsausgabe La Lettura dieser Zeitschrift. Er war zudem an mehreren Bänden der Reihe Biblioteca dei ragazzi beteiligt.
Werke (Auswahl)
- Porträt des Antonio Mazzorin[2]
- Scoglio[3]